# X̣
Cette page contient des caractères spéciaux ou non latins. S’ils s’affichent mal (▯, ?, etc.), consultez la page d’aide Unicode.
Ne doit pas être confondu avec la lettre cyrillique Х̣.
X̣ (minuscule : x̣), appelé X point souscrit, est une lettre additionnelle latine, utilisée dans l’écriture de l’eyak, du thompson, du tsimshian du Sud, et de l’umatilla, et utilisée dans la romanisation ALA-LC du géorgien.
Il s’agit de la lettre X diacritée d’un point souscrit.

## Utilisation
Dans la romanisation ALA-LC du géorgien, ‹ x̣ › translittère la lettre har ‹ ჴ ›.

## Représentations informatiques
Le X point souscrit peut être représente avec les caractères Unicode suivants :
- décomposé (latin de base, diacritiques)[1],[2] :

| formes    | représentations | chaînes de caractères | points de code | descriptions                                         |
| --------- | --------------- | --------------------- | -------------- | ---------------------------------------------------- |
| capitale  | X̣               | X◌̣                    | U+0058 U+0323  | lettre majuscule latine x diacritique point souscrit |
| minuscule | x̣               | x◌̣                    | U+0078 U+0323  | lettre minuscule latine x diacritique point souscrit |